# Lululemon Athletica
lululemon athletica er en canadisk atletiktøjsvirksomhed med hovedkvarter i Vancouver. Den blev etableret i 1998 som en detailhandel med yogatøj. De har 574 butikker internationalt.